# 石原夏織
石原夏織（日语：／ Ishihara Kaori，1993年8月6日—），日本女藝人、歌手以及聲優，Style Cube所屬。
作為HAPPY!STYLE Rookies的一員進行研習並累積經驗，於2009年9月7日從Rookies畢業。現在與小倉唯共同組成唯夏織團體。

## 人物
- 2008年7月6日，在参加表参道FAB「HAPPY! STYLE Communication Circuit 002」中首次進行演出。
- 2009年9月7日，在惠比壽LIQUIDROOM『アニソンぷらす×アニメ☆ダンスコレクションpresents GIRLs-TechnoPop stadium～リキッドルームより殘暑お見舞い！奇蹟の2days～1日目～』中進行Rookies畢業聲明。同時以“ゆいかおり”（小倉唯&石原夏織）作一節目進行報告。
- 2013年9月17日，小仓唯与石原夏织从原来的事务所Style Cube转入Sigma Seven e。
- 2015年4月1日轉入Sigma Seven[2]，2017年3月31日退出[3]，翌日重新加入Style Cube。
- 2017年12月20日，石原夏織宣布在2018年3月發行首張個人單曲[4]。

## 參與過的作品
※ 主角及主要人物以粗體識別。

### 電視動畫
2010年
- 學生會長是女僕（鮎澤紗奈）
- Kiss×sis（女子）
- 夢色蛋糕師（庫拉拉、龍蒿）

2011年
- Double-j（鸟羽优）
- 緋彈的亞莉亞（蕾姬）
- 迷茫管家與膽怯的我（牛奶、巧克力）

2012年
- 在盛夏等待（谷川柑菜）
- AKB0048（姬子）
- 輪迴的拉格朗日（京乃圓）
- 惡魔高校D×D（村山）
- 咲-Saki- 阿知賀篇 episode of side-A（清水谷龍華）
- 美少女死神 還我H之魂！（大倉美菜）
- 其中1個是妹妹！（鶴真心乃枝）
- Muv-Luv Alternative Total Eclipse（崔亦菲）
- 心連·情結（栗原雪菜）
- Campione 弒神者！（墨提斯）
- 魔奇少年（阿拉丁）

2013年
- AKB0048 Next Stage（姬子）
- 悠悠式（學妹A）
- 變態王子與不笑貓（小豆梓）
- 惡魔高校D×D NEW（村山）
- 女高網球部 第二季（近藤）
- 超次元戰記 戰機少女（菈夢）
- Aikatsu！偶像活動！（音城賽拉）
- 來自風平浪靜的明天（久沼紗由）
- 噬血狂襲（奧蘿菈·弗洛雷斯緹納）
- 魔奇少年 The Kingdom of Magic（阿拉丁）

2014年
- Z/X IGNITION（弓弦羽美咲）
- CROSSANGE 天使與龍的輪舞（羅莎莉）
- （葉月柚子）

2015年
- 惡魔高校D×D BorN（村山）
- Baby Steps ~網球優等生~ 2（清水亞希）
- 女高網球部 第四季（近藤烏冬子）
- 城下町的蒲公英（櫻田奏）
- T寶的悲慘日常 夢幻篇（スピカ、美女B）
- 科學小飛俠Crowds（三栖立翼）
- 女高網球部 第五季（近藤烏冬子）
- 女高網球部 第六季（近藤烏冬子）
- 緋彈的亞莉亞AA（蕾姬）
- 終結的熾天使 名古屋決戰篇（井上利香[5]）

2016年
- 女高網球部 第七季（近藤烏冬子）
- 見習神仙 秘密的心靈（2016－2017，櫻井希）
- 女高網球部 第八季（近藤烏冬子）

2017年
- 秋葉原之旅 -THE ANIMATION-（〈Metro地下的〉頭目）
- 學園少女突襲者 Animation Channel（美山椿芽）
- 小林家的龍女僕（真土翔太[6]、笹木部）

2018年
- 惡魔高校D×D HERO（村山）
- 來自繽紛世界的明日（月白瞳美）
- 刀劍神域 Alicization（緹潔·休特里涅）
- 閃亂神樂 SHINOVI MASTER -東京妖魔篇-（夜櫻[7]）

2019年
- 迷你刀使（瀨戶內智惠[8]）
- RobiHachi（盛杉）
- 魔王陛下RETRY！（露娜·艾蕾岡特[9]）
- 偶像活動 on Parade！（音城賽拉）
- Z/X Code reunion（弓弦羽美咲[10]、藥研日向）
- 刀劍神域 Alicization War of Underworld（緹潔·休特里涅）

2020年
- 神推偶像登上武道館我就死而無憾（水守夢莉）
- 魔法紀錄 魔法少女小圓外傳（水波玲奈[11]）
- 魔王學院的不適任者～史上最強的魔王始祖，轉生就讀子孫們的學校～（愛蓮·米海斯）
- 刀劍神域 Alicization War of Underworld -THE LAST SEASON-（緹潔·休特里涅、絲緹卡·休特里涅）
- 這是妳與我的最後戰場，或是開創世界的聖戰（音音·艾卡斯托涅）

2021年
- 黑色五葉草（里奇塔）
- 戰鬥員派遣中！（黑之莉莉絲）
- 真白之音（澤村雪〈幼少期〉）
- 刮掉鬍子的我與撿到的女高中生（三島柚葉）
- 小林家的龍女僕S（真土翔太、笹木部）
- 魔法紀錄 魔法少女小圓外傳 2nd SEASON -覺醒前夜-（水波玲奈）
- SELECTION PROJECT（小野花梨）
- 鬥神姬（ジョティス・パール）
- 吸血鬼馬上死（妲·薔）
- 因為不是真正的夥伴而被逐出勇者隊伍，流落到邊境展開慢活人生（歐帕菈菈）

2022年
- 魔法紀錄 魔法少女小圓外傳 Final SEASON -淺夢的黎明-（水波玲奈[12]）
- 社畜想被幼女幽靈療癒。（莉莉）[13]
- 東京喵喵NEW（R-2000／雅咪[14]）
- 金裝的維爾梅～瀕臨留級的學生與最強災害掉入魔法世界～（シャロル・イリデッセンス）
- 來自深淵 烈日的黃金鄉（咩波波荷恩）
- BORUTO-火影新世代-NARUTO NEXT GENERATIONS-（犬塚ミミ）
- 異世界藥局（克蘿伊）

2023年
- 不當哥哥了！（緒山哨[15]）
- 吸血鬼馬上死2（妲·薔）
- 不相信人類的冒險者們好像要去拯救世界（瑪瑙[16]）
- 魔王學院的不適任者～史上最強的魔王始祖，轉生就讀子孫們的學校～ 第二季（愛蓮·米海斯）
- 滿懷美夢的少年是現實主義者（四之宮凜[17]）

2024年
- 愚蠢天使與惡魔共舞（莉莉雅[18]）
- THE NEW GATE（ラシア・ルゼル[19]）
- 這是妳與我的最後戰場，或是開創世界的聖戰 Season II（音音·艾卡斯托涅[20]）
- 雙生戀情密不可分（雨宮慈衣菜[21]）
- 軟軟噗尼寵物小精靈 噗尼2（ゆにこ／ゆにるん[22]）
- 魔法光源股份有限公司（葵莉莉[23]）

2025年
- 遊樂場少女的異文化交流（桂木螢[24]）
- 水屬性的魔法師（麗希婭[25]）

### OVA
2018年
- 噬血狂襲III（奧蘿菈·弗洛雷斯緹納）

### 劇場版動畫
- CG動畫 planzet（明嶋曆）

2016年
- POP IN Q（露琪亞[26]）

2017年
- 數碼寶貝大冒險tri. 第4章「喪失」（食夢獸[27]）
- 劇場版 見習神仙 秘密的心靈：見習神仙精靈 引發奇蹟吧♪特普露與心跳神仙精靈界！ （櫻井希）

2020年
- 順其自然的日子（美香）

2025年
- 小林家的龍女僕 害怕孤獨的龍（真土翔太[28]）

### 廣播劇CD
2018年
- 不當哥哥了！（緒山哨）

### 遊戲
- 大型遊戲「TETRISデカリス」
- 「人中之龍4 傳說的繼承者」PSP
- 心連·情結 隨機預知（栗原雪菜）
- 閃乱神樂 SHINOVI VERSUS -少女們的証明-（夜櫻）
- 伊蘇 塞爾塞塔的樹海（卡娜）
- 魔奇少年 起始的迷宮（阿拉丁）
- 召喚夜想曲5（Veloce）
- EXSTETRA（稻葉志穗）
- 變態王子與不笑貓（小豆梓）
- 女友伴身邊（葉月柚子）
- 解放少女 SIN（左近田凪冴）
- 妖精劍士f（蒂雅菈）
- 超次次元戰記 戰機少女 Re;Birth2 SISTERS GENERATION（拉姆／群白小妹）
- 忍乳負重 閃亂神樂（夜櫻）
- 學園少女突襲者（美山椿芽）
- 閃亂神樂 夏日對決 少女們的選擇（夜櫻）
- 神隱幻姬（太上老君）
- 白貓Project（雫）
- 私立格里莫瓦魔法學園（南智花）
- 怪物彈珠（Two for all:紫苑）
- 我家公主最可愛（甘星姬 美露）
- 巴哈姆特之怒（卡農）
- 刀使之巫女 刻印一閃的燈火（瀨戶內智惠）
- 天華百劍 -斬-（大典太光世）
- 魔法紀錄 魔法少女小圓外傳（水波玲奈）
- School Girl/Zombie Hunter (金崎玲)
- 十字架3 （Jessika）
- 東京偶像計畫（詩織[29]）
- 方舟指令（喀戎）
- 明日方舟（暴雨）
- 永恆冒險（拉格納）
- 失落的龍絆（希拉）
- 原神（大慈樹王）
- 東方Lost word (赫卡提亞·拉碧斯拉祖利)
- 数码宝贝物语：网络侦探/骇客追忆（虫虫兽）
- 賽馬娘 Pretty Derby （杏目[30]）
- 寶可夢大師（華蓮〔長袖和服少女〕）
- 伊瑟（凌羅）

### Web動畫
- 「ドガドガ7」 レフばんかたそ
- Dohhhup! 公告

## 音樂

### 單曲
|            | 發售日期       | 標題            | 商品編碼   | 商品編碼   | 最高排名 |
| 初回限定盤 | 發售日期       | 標題            | 通常盤     |            | 最高排名 |
| ---------- | -------------- | --------------- | ---------- | ---------- | -------- |
| 1st        | 2018年3月21日  | Blooming Flower | PCCG-01661 | PCCG-70417 | 12位     |
| 2nd        | 2018年7月11日  | Ray Rule        | PCCG-01684 | PCCG-70426 | 13位     |
| 3rd        | 2019年7月17日  | TEMPEST         | PCCG-01797 | PCCG-70455 | 16位     |
| 4th        | 2019年11月13日 | Face to Face    | PCCG-01831 | PCCG-01832 | 10位     |
| 5th        | 2020年11月4日  | Against.        | PCCG-01945 | PCCG-01946 | 11位     |
| 6th        | 2021年4月21日  | Plastic Smile   | PCCG-01967 | PCCG-01968 | 14位     |
| 7th        | 2021年11月24日 | Starcast        | PCCG-02068 | PCCG-02069 | 18位     |
| 8th        | 2022年4月27日  | Cherish         | PCCG-2108  | PCCG-2109  | 15位     |
| 9th        | 2022年8月3日   |                 | PCCG-2158  | PCCG-2159  | 16位     |
| 10th       | 2022年8月3日   | Abracada-Boo    | PCCG-2160  | PCCG-2161  | 15位     |
| 11th       | 2023年8月2日   | Paraglider      | PCCG-02265 | PCCG-02266 |          |

### 專輯
|          | 發售日期       | 標題       | 商品編碼   | 商品編碼   | 商品編碼   | 最高排名 |
| CD＋BD盤 | 發售日期       | 標題       | CD＋DVD盤  | 通常盤     |            | 最高排名 |
| -------- | -------------- | ---------- | ---------- | ---------- | ---------- | -------- |
| 1st      | 2018年11月14日 | Sunny Spot | PCCG-01720 | PCCG-01721 | PCCG-01722 | 13位     |
| 2nd      | 2020年8月5日   | Water Drop | PCCG-01926 | PCCG-01927 | PCCG-01928 | 9位      |

### 影像作品
|     | 發售日期       | 標題                                    | 商品編碼                                                   | 商品編碼   |
| BD  | 發售日期       | 標題                                    | DVD                                                        |            |
| --- | -------------- | --------------------------------------- | ---------------------------------------------------------- | ---------- |
| 1st | 2019年4月17日  | 石原夏織 1st LIVE Sunny Spot Story      | PCXP-50640                                                 | PCBP-53773 |
| 2nd | 2020年6月17日  | 石原夏織 1st LIVE TOUR Face to FACE     | PCXP-50775                                                 | PCBP-54270 |
| 3rd | 2021年7月7日   | 石原夏織 2nd LIVE MAKE SMILE            | PCXP-50837                                                 | PCBP-54446 |
| 4th | 2022年10月19日 | 石原夏織 LIVE 2022 Starcast             | PCXP-50905                                                 | PCBP-54462 |
| 5th | 2023年12月13日 | 石原夏織 5th Anniversary Live -bouquet- | PCXP-51024 (特装盤:Blu-ray+CD) PCXP-51025 (通常盤:Blu-ray) |            |

### 商業搭配
| 樂曲              | 商業搭配                                                                   | 時期   |
| ----------------- | -------------------------------------------------------------------------- | ------ |
| Sunny You         | 動畫《奧特怪獸擬人化計劃》片尾曲                                           | 2018年 |
| TEMPEST           | 電視動畫《魔王陛下RETRY！》片頭曲                                          | 2019年 |
| CREATION×CREATION | 遊戲《繪師神之絆》主題曲                                                   | 2020年 |
| Against.          | 電視動畫《你與我最後的戰場，亦或是世界起始的聖戰》片頭曲                   | 2020年 |
| Plastic Smile     | 電視動畫《刮掉鬍子的我與撿到的女高中生》片尾曲                             | 2021年 |
| Cherish           | 電視動畫《社畜想被幼女幽靈療癒。》片頭曲                                   | 2022年 |
|                   | 電視動畫《異世界藥局》片頭曲                                               | 2022年 |
| Abracada-Boo      | 電視動畫《金裝的維爾梅～瀕臨留級的魔法師聯手最強災厄勇闖魔法世界～》片頭曲 | 2022年 |
| Paraglider        | 電視動畫《滿懷美夢的少年是現實主義者》片頭曲                               | 2023年 |

### 音樂會
- HAPPY! STYLE Communication Circuit 002（2008年7月）
- HAPPY! STYLE Communication Circuit 003（2008年9月）
- HAPPY! STYLE Xmas Special Talk LIVE “Tiny Xmas Fantasy”（2008年12月）
- HAPPY! STYLE Communication Circuit 005（2009年2月）

### CD
- ユニット「Team DEKARIS/恋のデカリス」（ジェネオン·ユニバーサル）
- ユニットゆいかおり「3 flavors only」收錄曲「恋のオーバーテイク」
- “ゆいかおり”メジャーデビューシングル！Our Steady Boy （ゆいかおり（小倉唯&石原夏織））

### 廣播節目
- 「はぴすた学园☆放送部」パーソナリティー/ZAKZAK·アニメ聲優（2008～2009）
- DJ Tomoaki's Radio Show!（下北FM、2010年4月1日）

## 註解
1. ↑  PROFILE | ゆいかおり 的存檔，存档日期2011-09-28.
2. ↑  . Sigma Seven.   [2015-04-01].
3. ↑  . MANTANWEB. 2017-03-31  [2017-03-31]. （原始内容存档于2017-03-31） （日语）.
4. ↑  . 音樂Natalie. 2017-12-20  [2017-12-21]. （原始内容存档于2017-12-22） （日语）.
5. ↑  . アニメイトTV.   [2015-09-22]. （原始内容存档于2015-09-23）.
6. ↑  . . 2016-12-24  [2016-12-24]. （原始内容存档于2016-12-24） （日语）.
7. ↑  . 電視動畫「閃亂神樂 SHINOVI MASTER -東京妖魔篇-」官方網站.   [2018-08-03]. （原始内容存档于2018-10-09）.
8. ↑  . 電視動畫「迷你刀使」官方網站.   [2018-11-11]. （原始内容存档于2018-11-10）.
9. ↑  . 電視動畫「魔王陛下RETRY！」官網.   [2019-02-15]. （原始内容存档于2019-02-15）.
10. ↑  . 電視動畫「Z/X Code reunion」官方網站.   [2019-10-05]. （原始内容存档于2019-10-08）.
11. ↑  . 電視動畫「魔法紀錄 魔法少女小圓外傳」官方網站.   [2019-09-08]. （原始内容存档于2019-10-07）.
12. ↑  . Comic Natalie. 2022-01-27  [2022-01-27]. （原始内容存档于2022-02-03） （日语）.
13. ↑  . Natalie.mu. 2021-11-11  [2021-11-21]. （原始内容存档于2021-11-20） （日语）.
14. ↑  . Comic Natalie. 2022-02-22  [2022-02-22]. （原始内容存档于2022-02-23） （日语）.
15. ↑  . MANTANWEB. 2022-04-22  [2022-04-22]. （原始内容存档于2022-05-25） （日语）.
16. ↑  . Comic Natalie. 2022-10-11  [2022-10-11]. （原始内容存档于2022-10-15） （日语）.
17. ↑  . Comic Natalie. 2022-11-18  [2022-11-18]. （原始内容存档于2022-11-18） （日语）.
18. ↑  . Comic Natalie. 2024-02-08  [2024-02-08]. （原始内容存档于2024-02-29） （日语）.
19. ↑  . MANTANWEB. 2024-02-22  [2024-02-22]. （原始内容存档于2024-02-23） （日语）.
20. ↑  . Comic Natalie. 2023-10-14  [2023-10-14]. （原始内容存档于2023-10-14） （日语）.
21. ↑  . Comic Natalie. 2024-06-23  [2024-06-23]. （原始内容存档于2024-09-10） （日语）.
22. ↑  . Comic Natalie. 2024-08-08  [2024-08-08]. （原始内容存档于2024-08-08） （日语）.
23. ↑  . Comic Natalie. 2024-09-18  [2024-09-18] （日语）.
24. ↑  . Comic Natalie. 2025-05-09  [2025-05-09] （日语）.
25. ↑  . Comic Natalie. 2025-06-13  [2025-06-13] （日语）.
26. ↑  . 劇場アニメ「ポッピンQ」公式サイト.   [2016-11-28]. （原始内容存档于2016-03-27） （日语）.
27. ↑  . デジモンアドベンチャー tri.   [2017-02-23]. （原始内容存档于2017-02-23）.
28. ↑  . MANTANWEB. 2025-01-15  [2025-01-15] （日语）.
29. ↑  . プロジェクト東京ドールズ 公式サイト.   [2017-06-13]. （原始内容存档于2020-11-25） （日语）.
30. ↑  . Fami通. 2025-02-23  [2025-05-25] （日语）.

## 外部連結
- （日語） 石原夏織 -いしはらかおり- （页面存档备份，存于） - 公式網站（停止更新）
- （日語） 「夏織☆成長日記」 （页面存档备份，存于） - 部落格（停止更新）
- （日語） Happy! STYLE時代的簡介 （页面存档备份，存于）（停止更新）
- （日語） 石原夏織官方網站 （页面存档备份，存于）
- （日語） 「石原夏織」 （页面存档备份，存于） - 部落格
- （日語） 石原夏織STAFF的X（前Twitter）